# L'Eliana
L'Eliana, en valencien et officiellement, (La Eliana en castillan), est une commune d'Espagne de la province de Valence dans la Communauté valencienne. Elle est située dans la comarque du Camp de Túria et dans la zone à prédominance linguistique valencienne.

## Géographie

### Localisation

Localisation de L'Eliana
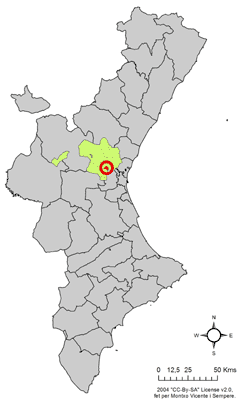
dans la Communauté valencienne.
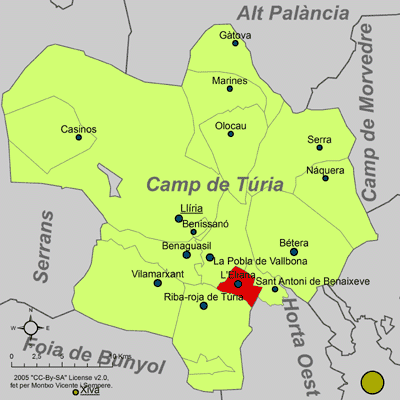
dans la comarque du Camp de Túria.

### Communes limitrophes
Le territoire communal de L'Eliana est voisin de celui des communes suivantes :
Riba-roja de Túria, San Antonio de Benagéber, Paterna et La Pobla de Vallbona, toutes situées dans la province de Valence.

### Voies de communication et transports
La commune de L'Eliana est desservie par la ligne 1 du métro de Valence.

## Politique et administration

### Liste des maires
Liste des maires, depuis les premières élections démocratiques.
| Législature | Nom du Maire             | Parti politique |
| ----------- | ------------------------ | --------------- |
| 1979-1983   | Lluís Escrivà            | PSPV-PSOE       |
| 1983-1987   | Vicent Tarrazona Hervás  | PSPV-PSOE       |
| 1987-1991   | Vicent Tarrazona Hervás  | PSPV-PSOE       |
| 1991-1995   | Vicent Tarrazona Hervás  | PSPV-PSOE       |
| 1995-1999   | Vicent Tarrazona Hervás  | PSPV-PSOE       |
| 1999-2003   | José María Ángel Batalla | PSPV-PSOE       |
| 2003-2007   | José María Ángel Batalla | PSPV-PSOE       |
| 2007-2011   | José María Ángel Batalla | PSPV-PSOE       |

### Jumelage
- Mirande (France)

## Population et société

### Démographie
| 1990  | 1992  | 1994   | 1996   | 1998   | 2000   | 2002   | 2004   | 2005   |
| ----- | ----- | ------ | ------ | ------ | ------ | ------ | ------ | ------ |
| 7.805 | 8.626 | 10.387 | 11.526 | 12.067 | 13.087 | 14.040 | 15.026 | 15.666 |

## Culture locale et patrimoine

### Lieux et monuments
- L'église Notre-Dame du Carme, de style néo-gothique et consacrée en 1894 ;
- L'ermitage ;
- La tour du Vice-Roi.

### Personnalités liées à la commune
- Concepción Montaner (1981-) : athlète née à L'Eliana.